# NGC 2618
NGC 2618 est une vaste galaxie spirale située dans la constellation de l'Hydre. NGC 2618 a été découverte par l'astronome germano-britannique William Herschel en 1784.

## Caractéristiques
Sa vitesse par rapport au fond diffus cosmologique est de 4 316 ± 21 km/s, ce qui correspond à une distance de Hubble de 63,7 ± 4,5 Mpc (∼208 millions d'al).
À ce jour, trois mesures non basées sur le décalage vers le rouge (redshift) donnent une distance de 62,100 ± 0,700 Mpc (∼203 millions d'al), ce qui est à l'intérieur des valeurs de la distance de Hubble.
La classe de luminosité de NGC 2618 est I-II et elle présente une large raie HI.

## Supernova
La supernova SN 2008bi a été découverte dans NGC 2618 le 22 mars 2008 par G. Pignata, J. Maza, M. Hamuy, R. Antezana, L. Gonzalez, P. Gonzalez, P. Lopez, S. Silva, et G. Folatelli de l'université du Chili, par D. Reichart, K. Ivarsen, A. Crain, D. Foster, M. Nysewander, et A. LaCluyze de l'université de Caroline du Nord dans le cadre du programme de recherche de supernovas CHASE (CHilean Automatic Supernova sEarch) de l'université du Chili. Cette supernova était de type Ia.